# Dragoman

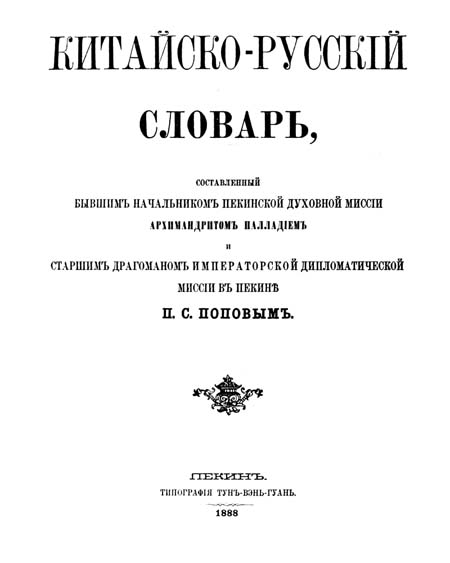

Dragoman (arabski: targuman) – tłumacz, przewodnik i pośredniczący między cudzoziemcami a mieszkańcami Bliskiego Wschodu. 
Funkcja dragomana miała szczególne znaczenie w imperium osmańskim. Obok obowiązków tłumacza wiązała się również częściowo z zadaniami o charakterze dyplomatycznym, zwłaszcza w relacjach Wysokiej Porty z krajami chrześcijańskimi. Z tego powodu niektórzy z nich odegrali później kluczowe role w polityce osmańskiej. Jednym z najbardziej znanych dragomanów służących w imperium osmańskim był urodzony we Lwowie w 1610 Polak – Wojciech Bobowski. W XVIII wieku stało się regułą, że mianowani przez sułtana hospodarowie Wołoszczyzny i Mołdawii sprawowali wcześniej ten urząd.

## Dragomanów zatrudniała i kształciła m.in.
- Francja - Specjalna Szkoła Języków Orientalnych (École spéciale de langues orientales) w Paryżu,
- Austria Habsburgów - Akademia Języków Wschodnich (K.k. Akademie für Orientalische Sprachen) w Wiedniu, np. Franz Maria von Thugut,
- Prusy - Seminarium Języków Orientalnych (Seminar für Orientalische Sprachen) na uniwersytecie berlińskim,
- Imperium Rosyjskie - Szkoła Języków Orientalnych przy Departamencie Azji Ministerstwa Spraw Zagranicznych (Учебное отделение восточных языков при Азиатском департаменте Министерства иностранных дел) w Petersburgu.